# Головко, Изольда Леонидовна
Изольда Леонидовна Головко (29 ноября 1923, Петроград, СССР — 1 апреля 2016, Санкт-Петербург, Российская Федерация) — советский монтажёр фильмов.

## Биография
Родилась 29 ноября 1923 года в Петрограде.
Монтажёр киностудии «Ленфильм».
Член Союза кинематографистов СССР (Свердловское отделение).
Член Союза кинематографистов России.

## Фильмография
- 1962 — Чёрная чайка (Режиссёр-постановщик: Григорий Колтунов)
- 1963 — Каин XVIII (Режиссёр-постановщик: Надежда Кошеверова, Михаил Шапиро)
- 1964 — Спящая красавица (фильм-балет) (Режиссёр-постановщик: Аполлинарий Дудко, Константин Сергеев)
- 1965 — Залп «Авроры» (Режиссёр-постановщик: Юрий Вышинский)
- 1966 — Катерина Измайлова (фильм-опера) (Режиссёр-постановщик: Михаил Шапиро)
- 1968 — Лебединое озеро (фильм-балет) (Режиссёр-постановщик: Аполлинарий Дудко, Константин Сергеев)
- 1969 — На пути в Берлин (Режиссёр-постановщик: Михаил Ершов)
- 1969 — Рядом с другом (художественно-документальный) (Режиссёр-постановщик: Александр Абрамов)
- 1970 — Барышня и хулиган (фильм-балет) (Режиссёр-постановщик: Аполлинарий Дудко)
- 1970 — Счастье Анны (Режиссёр-постановщик: Юрий Рогов)
- 1971 — Разрешите взлёт (Режиссёр-постановщик: Анатолий Вехотко, Наталия Трощенко)
- 1971 — Чёрные сухари (СССР/ГДР) (Режиссёр-постановщик: Герберт Раппапорт)
- 1972 — Гроссмейстер (Режиссёр-постановщик: Сергей Микаэлян)
- 1973 — Докер (Режиссёр-постановщик: Юрий Рогов)
- 1973 — О тех, кого помню и люблю (Режиссёр-постановщик: Анатолий Вехотко, Наталия Трощенко)
- 1973 — Цемент (ТВ) (Режиссёр-постановщик: Александр Бланк, Сергей Линков)
- 1975 — Воздухоплаватель (Режиссёр-постановщик: Анатолий Вехотко, Наталия Трощенко)
- 1976 — Вдовы (Режиссёр-постановщик: Сергей Микаэлян)
- 1976 — Пока стоят горы (Режиссёр-постановщик: Вадим Михайлов)
- 1978 — Капроновая ёлочка (новелла в киноальманахе Завьяловские чудики) (Режиссёр-постановщик: Эрнест Ясан)
- 1978 — Трасса (СССР/ЧССР) (Режиссёр-постановщик: Анатолий Вехотко, Наталия Трощенко)
- 1978 — Человек, которому везло (Режиссёр-постановщик: Константин Ершов)
- 1979 — Прогулка, достойная мужчин (Режиссёр-постановщик: Анатолий Вехотко)
- 1979 — Трое в лодке, не считая собаки (ТВ) (Режиссёр-постановщик: Наум Бирман)
- 1980 — Крик гагары (Режиссёр-постановщик: Сергей Линков)
- 1980 — Мы смерти смотрели в лицо (Режиссёр-постановщик: Наум Бирман)
- 1981 — Личной безопасности не гарантирую… (Режиссёр-постановщик: Анатолий Вехотко)
- 1982 — Влюблён по собственному желанию (Режиссёр-постановщик: Сергей Микаэлян)
- 1983 — Вольный ветер (ТВ) (Режиссёр-постановщик: Ян Фрид)
- 1983 — Семь часов до гибели (Режиссёр-постановщик: Анатолий Вехотко)
- 1984 — Жил-был доктор… (Режиссёр-постановщик: Вячеслав Сорокин)
- 1985 — Рейс 222 (Режиссёр-постановщик: Сергей Микаэлян)
- 1985 — Чужие здесь не ходят (Режиссёр-постановщик: Анатолий Вехотко, Роман Ершов)
- 1986 — Знаю только я (Режиссёр-постановщик: Карен Геворкян)
- 1986 — Плата за проезд (Режиссёр-постановщик: Вячеслав Сорокин)
- 1987 — Сказка про влюблённого маляра (Режиссёр-постановщик: Надежда Кошеверова)
- 1987 — Соблазн (Режиссёр-постановщик: Вячеслав Сорокин)
- 1988 — Крик о помощи (ТВ) (Режиссёр-постановщик: Сергей Потепалов)
- 1991 — Меченые (Режиссёр-постановщик: Вячеслав Сорокин)
- 1992 — На Иртыше (СССР/Франция) (Режиссёр-постановщик: Вячеслав Сорокин)